# Classe Haruna
La classe Haruna est une classe de destroyers porte-hélicoptères de la Force maritime d'autodéfense japonaise construite durant les années 1970.

## Conception
Les deux destroyers ont bénéficié des lanceurs de missiles anti-aériens RIM-7 Sea Sparrow et du système de défense anti-missile antinavire Phalanx CIWS des entreprises américaines Raytheon et General Dynamics. 

Chacun possède un grand hangar qui abrite trois hélicoptères de lutte anti-sous-marine Mitsubishi SH60.

Ils sont équipés de radars 3D NEC OPS-12.

## Navires
| N° coque | Nom       | Lancement        | Service effectif | Désarmement  | Port d'attache | Photo |
| -------- | --------- | ---------------- | ---------------- | ------------ | -------------- | ----- |
| DDH-141  | JS Haruna | 1er février 1972 | 22 février 1973  | 18 mars 2009 | Maizuru        |       |
| DDH-142  | JS Hiei   | 13 août 1973     | 27 novembre 1974 | 16 mars 2011 | Kure           |       |